# Marco Ratschiller
Marco Ratschiller (* 26. Januar 1974 in Bern) ist ein Schweizer Journalist und Karikaturist. Er war von 2005 bis 2020 Chefredaktor des Satiremagazins Nebelspalter.

## Leben
Ratschiller wuchs in Bern und Freiburg auf. Er studierte Zeitgeschichte und Deutsche Literaturwissenschaft und schloss 2004 nach Auslandssemestern in Brüssel und Bonn an der Universität Freiburg mit dem Lizenziat ab. Seine Lizentiatsarbeit bei Urs Altermatt trug den Titel «Bedrohte Schweiz: Nationale Selbstbilder und Feindbilder in der Schweizer Karikatur des 20. Jahrhunderts».
Während seines Studiums arbeitete Ratschiller ab 1996 als Journalist und Karikaturist (Künstlername: Karma) bei den Freiburger Nachrichten. Im selben Jahr gewann er einen nationalen Comicwettbewerb. 2005 wurde er Chefredaktor des Satiremagazins Nebelspalter. Für einen sanften Relaunch in neuem Layout verpflichtete er zahlreiche jüngere Satiriker wie Andreas Thiel, Simon Enzler und Pedro Lenz.
2008 rief Ratschiller zusammen mit befreundeten Cartoonisten die Ausstellung Gezeichnet, eine Jahresrückblicks-Ausstellung der Schweizer Pressezeichner, ins Leben. 2016 wurde seine Karikatur Innenleben eines Wutbürgers zur Schweizer Karikatur des Jahres gewählt.